# Abraxas striata
Abraxas striata là một loài bướm đêm trong họ Geometridae.